# Pseudococcus farnesianae
Pseudococcus farnesianae är en insektsart som först beskrevs av Targioni Tozzetti 1888.  Pseudococcus farnesianae ingår i släktet Pseudococcus och familjen ullsköldlöss.
Artens utbredningsområde är Italien. Inga underarter finns listade i Catalogue of Life.